# Le due monelle di Parigi
Le due monelle di Parigi (Les deux gamines) è un film del 1936 tratto da un romanzo di Louis Feuillade. Lo stesso scrittore aveva già realizzato un film muto nel 1921.

## Trama
Dovendo partire per una tournée Lisetta Fleury affida le figlie Gaby e Ginetta al padrino ma poi, alla notizia del naufragio della nave dove viaggiava la donna, queste vengono condotte dal nonno che non aveva mai accettato il compagno della figlia. La governante signorina Benazer teme di dover "fare la serva" alle ragazze e continua a minacciarle di mandarle al riformatorio tanto che queste fuggono di notte per tornare dal padrino. 
Durante la fuga vengono soccorse da Giorgio, un avvocato, e dalla sorella che le portano a casa loro. Nella notte però nella casa si introduce un ladro che si rivela essere Pierre, il padre delle ragazze che non riuscendo a trovare lavoro è stato costretto ad unirsi ad una banda di malvimenti. Pierre fugge portando con sé la figlia Ginetta che l'ha sorpreso per evitare di essere denunciato. Il giorno seguente la ragazza lo convince ad abbandonare la cattiva strada e dopo aver condotto la ragazza dal padrino trova quasi casualmente lavoro da madame Michault.
La governante intanto è stata licenziata e per vendetta organizza il rapimento delle ragazzine ma grazie anche a Giorgio il piano viene sventato. Alla famiglia si riunisce anche la madre che non era morta nel naufragio come si pensava ma è rimasta incosciente a lungo.